# Association sportive Pirae (féminines)
Maillots
La section féminine de l'AS Pirae est un club féminin de football polynésien basé à Pirae.

## Histoire
L'équipe est créée en novembre 2017 à l'initiative de Rani Perry.
En 2025, l'AS Pirae participe pour la première fois à la Ligue des champions de l'OFC, dont Tahiti est l'hôte. Pour son premier match dans la compétition, le club s'incline lourdement (11-0) face aux tenantes du titre, les Néo-Zélandaises d'Auckland United.